# Bonyâd-é Bàrkàt
La Fondation Barakat ou Bonyad-é Barkat ou Bonyad-e Barakat (persan : بنیاد برکت) est liée au Setad Ejraï Farman Imam dans le but d'aider les défavorisés, Selon l'un de ses hauts fonctionnaires, la fondation avait investi plus de 1,6 milliard de dollars pour faire avancer les projets et construire 200 écoles, 400 maisons et cliniques de santé pendant cinq ans. Barakat Foundation, en tant que bonyad charitable, se concentre sur les projets de développement économique dans la région rurale et "a des intérêts dans l'industrie pharmaceutique du pays".

## Histoire
La Fondation Barakat a été créée le 11 décembre 2007, deux mois après la présidence de Mohammad Mokhber à la tête du Setad, afin de mener des activités dans les domaines de l’entreprenariat et du développement social et économique dans les zones défavorisées. La fondation était autrefois gérée par Aref Norouzi. Le PDG actuel est depuis 2019, Amir Hosein Madani,. 
À la suite de la déclaration de Khamenei, l'actuel guide suprême de l'Iran, «résoudre les problèmes de 1 000 villages. Il serait bon de développer 1 000 places ou de construire 1 000 écoles. Préparez cette organisation pour cette tâche », a créé Barakat en tant que département affilié à Setad. L'organisation avait pour objectif de réaliser des projets de construction dans les régions sous-développées du pays comme un «cadeau du dirigeant aux personnes vivant dans ces régions», selon l'IRNA.

## Activité

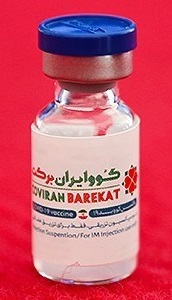
Flacon de médicaments fourni par l'association Barakat

La Fondation Barakat a pour objectif de créer des emplois durables et de faciliter le processus dans les villages. Comme le président du conseil d'administration de la fondation l'a mentionné, la Fondation Barakat créera 10 000 emplois dans les régions rurales jusqu'en mars 2019. Dans la province du Sistan-et-Baloutchistan, la Fondation Barakat créera deux usines pour le conditionnement et la transformation la datte afin de soutenir les agriculteurs. Au cours des cinq dernières années, Barakat a bénéficié de plusieurs projets de développement économique, notamment la construction d'écoles, de routes, de logements et de mosquées, ainsi que la fourniture d'eau et d'électricité,. 
Selon l'agence de presse Fars, la Fondation a construit 1 000 écoles dans 31 provinces du pays et la construction des 1 000 prochaines écoles est en cours. 
La Fondation a préparé des services de santé pour les populations défavorisées et a aidé plus de 60 000 patients atteints de cancer en construisant une clinique de cancérologie de type 3. La Fondation a réalisé 482 projets économiques et de création d’entreprise pour 198 000 chômeurs dans 31 provinces du pays. Six sociétés pharmaceutiques affiliées à la setad, sous l'administration de la Fondation Barakat, consacrent leurs revenus à des mouvements caritatifs.
Selon le rapport de l'agence de presse Mehr la  fondation de Barkat a participé à la quatrième exposition de l'autonomisation des villageois et nomades qui s'est tenue du 15 au 18 août 2019 à Téhéran. Dans cette exposition étaient présents de nombreux propriétaires d'entreprises qui ont commencé leurs travaux pour l'aide et les soutiens au Barkat. Bonyad-é Barkat y a présenté et expliqué ses quatre modèles de développement de village et projets de création d'emploi : SAHAB, (Investissement Soutenant l'emploi de Barkat); ASMAN (réglementaire d'investissement communautaire et emploi des ressources humaines); AFTAB (réglementaire de suppression de pauvreté et autonomisation de Baekat); MAHTAB (modèle conducteur de l'effort économique de Barkat).
Pour la province de Qazvin l'agence de presse Borna a rapporté : le directeur de la Fondation Barakat a annoncé l'allocation de 400 milliards de tomans (4 000 milliards de rials) pour la mise en œuvre de trente et un projets (reconstructifs, industriels et agricoles) de la Fondation Barakat à Qazvin. 31 projets dans différents domaines y compris : 13 écoles (avec 101  salles de classe), construction de deux mosquées, trois maisons d'älim, fourniture de services d'assurance dans 11 villages, couvrant 1 646 personnes et de services d'assurance et financiers à 475 orphelins, paiement de 32 milliards de rials de facilités de prêt aux personnes dans le besoin de la province, la société Alborz Daru avec un investissement de 2 850 milliards de rials, ce qui a fourni 2 235 emplois a, ajouté le directeur de Barkat.

## Fondation de Ehsan-é Barakat
La fondation de Ehsan-é Barakat associée au Setad Ejraï Farman Imam et la fondation Barekat été créée dans le but de demander à l'actuel guide suprême iranien, Ali Khamenei, de fournir plus rapidement de l'aide pour les cas individuels (personnes nécessiteuses). Comme l'a indiqué Mokhber, chef du Sétad, les activités qui seront exercées par la charité reposent sur l'aide de personnes. 
Selon Mohammad Vudud Madani, directeur d'Ehsan-Barakat, en mai 2018, 3 remorques équipées de matériel médical et 2 remorques de service, ainsi que 10 tentes d'une capacité de 140 lits d'hôpital, ont été préparées et envoyées dans des zones défavorisées. La charité organisée pour 8 000 personnes dans le besoin qui vivent dans des zones défavorisées, y compris la région de Helmand, Hamoun et Nimroz dans la province Sistan-et-Baloutchistan, les villes de la province du  Khorasan-e Djonoubi et le district rural Ahmadfedaleh, voyage à Kerbala en Arbaïn que la campagne spéciale appelée "le visa du paradis",.

## Barakat Tel
La société Barakat Tel est l’une des sociétés affiliées au Sétad, financée par la Fondation Barakat en tant que concepteur et exécuteur du programme de la télémédecine destiné à développer des services dans les zones défavorisées du pays dans le domaine de la santé et services médicaux. La société fournit 18 types de services électroniques dans le cadre du programme de la télémédecine. 

## Groupe pharmaceutique Barakat
Le Groupe pharmaceutique Barakat est une filiale de la Setad, fondé en 2010 sous le nom de "société des nouvelles technologies pharmaceutiques de Tedbir". La société fournit des services en coopération avec des entreprises du savoir et des scientifiques du monde médical.

## Entreprise du savoir du Barakat
L'entreprise du savoir (en) du Barakat est la partie de Setad pour les nouvelles technologies et le développement de l'économie du savoir. Ses devoirs sont introduits sur la base du modèle iranien-islamique dans la création et le développement de l'écosystème et de l'infrastructure pour le développement des connaissances et des activités de l'entreprise de la connaissance,.